# エビイロカメムシ
エビイロカメムシ Gonopsis affinis はカメムシの1種。やや扁平で頭と両肩が尖る。ススキによく付いているが、時にサトウキビにも付く。

## 特徴
全体に黄褐色ないし橙褐色のカメムシ。体長は15-17mm、頭部は先端が尖っているが、これは単純な構造ではない。頭部には左右から前に突き出す側葉があるが、円錐状に前方に突出し、頭部の中葉より前の位置で左右の先端がほぼ一点に集まる。つまり頭部の左右の部分が前に伸びて、実際の頭部の先端より前に見かけ上の頭部の先端を作っている。複眼は小さくて赤褐色をしており、触角は5節あって短く、特に第1節と3節が短い。全体に褐色で、第5節は先端が黒褐色になっている。前胸背は幅広く、両端は左右に突き出した明かな角となっており、それより前側の縁は細かい鋸歯状になっている。また両側の角を繋ぐ背面の線はやや顕著な稜となっており、またこの部分は周囲より多少色が淡い。小楯板は縦に長く、その先端は細くなっている。前翅の膜質部は無色だが、翅脈の両側が黒くなっているため、各脈は2条の細線の形に見て取れる。体の下面は背面とほぼ同じだが、時に多少色濃くなっており、ごく細かな黒褐色の点刻が一面にある。腹部の気門は黒い。歩脚の表面も体の下面とほぼ同様になっている。
幼虫は成虫とほぼ似た形だが、より楕円形に近くてより扁平になっている。体色も成虫に似た黄褐色の地に、赤と黒の点刻が多数、すじ状に並んでいる。頭部には側葉2つが前に突き出しているが、成虫のように中央で接触していないので、頭部前縁が中央で深く切れ込んでいるように見える。触角と口吻は短くて、口吻の先端は前脚の基部にも届かない。ただし１齢幼虫は身体に厚みがあって横から見ると丸みを帯びており、2齢から扁平になる。

## 分布
日本では北海道から九州まで、それに対馬、奄美大島以南の南西諸島に知られ、国外では朝鮮半島と中国に分布がある。沖縄のものは本州のものに比べて触角がやや長く、体表の黒い点刻がやや密であるなどの差があると言うが、特に分けられてはいない。

## 生態など
年1化性と考えられる。6-7月に羽化し、成虫がそのまま冬を越して春になって交尾し、産卵する。卵は卵塊の形で産み付けられる。成虫は食草の根元や落ち葉の下で越冬する。
食草はススキなどイネ科やカヤツリグサで、サトウキビにも付くことはあるが、飼育下の餌としては使いがたいという。野外では宿主植物の生えた日当たりのいい草地や路傍などで見られる。特にススキでよく見られる。
飼育下の観察では卵は規則的に2列にきっちりと並んだ卵塊の状態で産み付けられ、その卵数は1-15個で、平均は12.3個、もっとも頻度の高かった数は14個であった。孵化までに要する期間は温度の影響が大きくて高温で短縮され、3月下旬には平均12.3日、6月上旬には5.7日であった。
動きは緩慢で、食草の上でほとんど動くことなく、静止しているのを見ることが多い。人が近づくと触角を敏速に動かす。刺激に対してセミのように腹部後端から排出液を飛ばすことが出来る。

## 分類など
本種を含むはエビイロカメムシ属はエビイロカメムシ亜科 subfamily Phyllocephalinae に所属するが、この亜科に含まれる種で日本に産するのは本種だけである。この亜科のものは口吻がとても短く、前脚の基節を越えない程度であることが特徴で、その点で他のカメムシ科のものから容易に区別され、かつては別の科として扱ったこともあった。

## 利害
大発生した場合に、ススキなどから移動してサトウキビ畑に入り、被害を与えることがある。ただしススキでは本種によって葉が枯死する例もあるが、サトウキビでは黄変する程度の被害に収まるという。
1983年に宮古島で本種が多数発生し、サトウキビに加害した際の調査によると、発生の中心はススキ群落であり、サトウキビへの加害はそれに接した周辺部のみであった。被害を受けた葉は葉脈に沿って褐色の条が見られるようになり、その大きさははススキでは幅1.5-5mm、長さ18-72cmに達したのに対し、サトウキビの未展開の葉ではより幅広く、帯状に出る傾向があった。ススキではそれがひどくなると葉が枯死し、一部では全部の葉が枯れ上がる。同じくススキの例だが被害を受けた葉の全体に黄色くなり、ひどくなると血赤色の斑紋が多数出て、穂の出る率が低下し、冬枯れが早まるとの報告もある。しかしサトウキビではそこまでの被害は出ない。この事例ではススキのほとんどの株に被害が出て、全葉が枯れた株まであったのに対し、サトウキビでは成虫の数が株辺りせいぜい5頭、平均で1.7頭しか見られず、葉の枯死も見られなかった。飼育に際してもサトウキビを宿主にすると生育がよくないことから、ススキでの発生数が多くなり、枯死が始まって後に成虫が移動してきて加害するものであると考えられ、サトウキビは好まれていないらしい。
他にイネに加害した事例もあるという。